# Образование в Мьянме
Образовательная система Мьянмы регулируется Министерством Образования.
Университетами и профессиональными училищами в верхней и нижней Мьянме руководят два отдельных подразделения, кафедра Высшего Образования Верхней Мьянмы и департамент Высшего Образования Нижней Мьянмы. Штаб-квартира находится в Янгоне и Мандалае соответственно.
Почти все школы являются государственными, однако в последнее время имеет место увеличение количества частных школ, с преподаванием на английском языке.

## История
Система образования в Бирме построена по британскому образцу по причине почти векового британского господства.

## Система образования[1]
Образование является обязательным до конца начальной школы, около 9 лет, в то время как обязательный школьный возраст на международном уровне 15 или 16 лет.
Начальное образование является обязательным и длится 5 полных лет.
Среднее образование:
- Первый цикл среднего образования длится 3 года, с 6 по 8 класс, по окончании школьники сдают стандартные экзамены средней школы (Basic Education Standard VIII Examination).
- Второй цикл среднего образования длится с 9 по 10 классы). Учащимся необходимо выбрать направление дальнейшего обучения — гуманитарное или научное, что определяет возможность продолжения образования по определенным специальностям в высших учебных заведениях.

Во втором цикле образования, в независимости от направления (гуманитарное или научное) бирманский и английский языки являются обязательными для обучения, также как и математика.
После окончания обучения в 10 классе учащиеся сдают стандартные экзамены на аттестат зрелости (matriculation exam), чтобы получить дипломы об окончании обучения в школе.
Программы высшего профессионального образования реализуются в университетах страны и длятся от 3 до 4 лет. Длительность обучения по инженерным специальностям составляет не менее 5 лет, для студентов медицинских ВУЗов — 6,5 лет.

## Образовательные учреждения
В Мьянме существует 101 университет, 12 институтов и 33 колледжа, в общей сложности 146 высших учебных заведений.
Есть 10 профессионально-технических училищ, 23 школы подготовки медсестер, 1 академия спорта и 20 акушерских школ.
В рамках существующей системы образования насчитывается 2 047 высших школ, 2 605 средних школ, 29 944 начальных школ, 5 952 классов неполного среднего образования и 1 692 мультимедийных классов.
Существует четыре международных школы, признанных Западной ассоциацией школ и колледжей (WASC) и советом колледжей (College Board) — Международная Школа Янгона (ISY), Международная Школа Янгона Крэйн (CISM), Янгонская Международная Школа (YIS) и Международная Школа Мьянмы (ISM) в Янгоне.